# Lisburn (distrikt)
Lisburn var ett stadsdistrikt i grevskapet Antrim och Down i Nordirland. Hela distriktet hade status som city, men det täcktr ett betydligt större område än huvudorten Lisburn. I hela distriktet fanns det totalt 110 247 invånare varav 71 465 bodde i orten Lisburn.
I samband med en distriktsreform i Nordirland 1 april 2015 slogs distriktet samman med distriktet Castlereagh och bildade det nya distriktet Lisburn and Castlereagh. 